# Pavel Osipovič Chomskij
Pavel Osipovič Chomskij (Mosca, 30 marzo 1925 – 6 settembre 2016) è stato un regista sovietico.

## Filmografia parziale

### Regista
- Ballada o Sirano (1969)
- Sestra muzikanta (1971)